# Colleen Dewhurst
Colleen Dewhurst (Montréal, 3 juni 1924 – South Salem, 22 augustus 1991), was een Canadees actrice. Ze won in 1986 de Primetime Emmy Award voor beste bijrol in een televisiefilm (voor Between Two Women), in 1989 zowel die voor beste bijrol in een televisiefilm (voor Those She Left Behind) als die voor beste gastrol in een comedyserie (voor die in Murphy Brown) en in 1991 opnieuw die voor beste gastrol in een comedyserie (voor die als hetzelfde personage in Murphy Brown). Dewhurst won daarnaast in zowel 1961 (voor haar bijrol in het toneelstuk All the Way Home) als 1974 (voor haar hoofdrol in het toneelstuk A Moon for the Misbegotten) een Tony Award.

## Carrière
Dewhurst maakte in 1957 haar acteerdebuut in een aflevering van de Amerikaanse anthologieserie Studio One. Haar eerste filmrol volgde in 1959 in de dramafilm The Nun's Story, waarin ze aartsengel Gabriël speelde. Het bleek Dewhursts eerste van 49 filmrollen, waarvan dertig in televisiefilms. Daarbij speelde ze in The Exorcist III (1990) ruim dertig jaar na haar filmdebuut exact het tegenovergestelde van iets hemels: hierin verzorgde ze de stem van Satan. Dewhurst speelde daarnaast wederkerende personages in verschillende televisieseries en eenmalige gastrollen in meer dan twintig andere. Voorbeelden hiervan zijn The United States Steel Hour (in 1959), The Virginian (1962), Dr. Kildare (1965), The New Twilight Zone (1988) en Moonlighting (1989).
Dewhurst overleed in 1991 aan de gevolgen van baarmoederhalskanker, twee dagen voor ze haar vierde Emmy Award zou krijgen. Die kreeg ze daarom postuum toegekend. 

## Filmografie
*Exclusief 29 televisiefilms
- Bed & Breakfast (1992)
- Dying Young (1991)
- Woman in the Wind (1990)
- The Exorcist III (1990, stem)
- Termini Station (1989)
- The Boy Who Could Fly (1986)
- The Dead Zone (1983)
- Tribute (1980)
- Final Assignment (1980)
- When a Stranger Calls (1979)
- Ice Castles (1978)
- The Third Walker (1978)
- Annie Hall (1977)
- McQ (1974)
- The Cowboys (1972)
- The Last Run (1971)
- A Fine Madness (1966)
- The Foxes (1961, televisiefilm)
- Man on a String (1960)
- The Nun's Story (1959)

## Televisieseries
*Exclusief eenmalige gastrollen
- Road to Avonlea – Marilla Cuthbert (1990, drie afleveringen)
- Murphy Brown – Avery Brown Sr. (1989-1990, vier afleveringen)
- The Civil War – Verschillende (1990, negen afleveringen – miniserie)
- A.D. – Antonia (1985, vijf afleveringen) – miniserie)
- The Love Boat – Maud (1984, twee afleveringen)
- The Blue and the Gray – Maggie Geyser (1982, drie afleveringen – miniserie)

## Privé
Dewhurst trouwde drie keer, waarvan twee keer (van 1960 tot en met 1965 en van 1967 tot en met 1972) met acteur George C. Scott. Samen met hem kreeg ze in 1960 zoon Alexander Scott en in 1961 zoon Campbell Scott, die ook acteur werd. Haar eerste huwelijk met James Vickery duurde van 1947 tot en met 1960 en eindigde evenals de latere twee in een scheiding. Na haar drie huwelijken ontmoette Dewhurst in 1973 Ken Marsolais, met wie ze samenbleef tot aan haar overlijden.
- Biblioteca Nacional de España: XX1313436
- Bibliothèque nationale de France: cb12376490r (data)
- Gemeinsame Normdatei: 119119285
- International Standard Name Identifier: 0000 0001 1717 1322
- Library of Congress Control Number: n85176711
- Nationale Bibliotheek van Israël: 987007452460005171
- Nationale Bibliotheek van Polen: a0000001806184
- Nederlandse Thesaurus van Auteursnamen: 072091525
- SNAC: w6834fxb
- Système universitaire de documentation: 08897278X
- Virtual International Authority File: 164295374
- WorldCat: E39PBJfRxYRwFRwH49pfRf6dwC